# Ahliesaurus berryi
Espèce
Statut de conservation UICN

 LC 15 mai 2013 : Préoccupation mineure
Ahliesaurus berryi est une espèce de poisson osseux marin de la famille des Notosudidae.

## Systématique
L'espèce Ahliesaurus berryi a été décrite pour la première fois en 1976 par les ichtyologues danois Erik Bertelsen (d), britannique Norman Bertram Marshall (d) et le naturaliste australien Gerhard Krefft.

## Description
Ahliesaurus berryi possède un corps allongé qui peut atteindre 26,9 cm.

## Distribution
Ahliesaurus berryi se trouve dans les océans Pacifique, Atlantique et Indien à des profondeurs variant entre 0 et 500 m pour les jeunes et les larves, puis entre 500 et 1 500 m pour les adultes.

## Étymologie
Son épithète spécifique, berryi, n'a pas été détaillée lors de sa description, mais est vraisemblablement un hommage au biologiste marin Frederick H. Berry, dont les travaux sont cités dans l'article de description de l'espèce.

## Publication originale
- (en) Erik Bertelsen, Gerhard Krefft et Norman B. Marshall, « The fishes of the family Notosudidae », Dana Report, no 86,‎ 1976, p. 1-114.